# Інвестиції в акціонерний капітал
Інвестиції в акціонерний капітал (Equity investments) — Прямі інвестиції в акціонерний капітал, інвестор вважається «власником» майна. Як правило, вважаються ризикованішими за грошові внески і облігації, тому що норма прибутковості не є гарантованою.
Компанії потребують капіталу для задоволення поточних вимог фонду або планів зростання. Інвестиції в акціонерний капітал - це інвестиції фізичних та юридичних осіб. Інвестиції, як правило, відбуваються у формі акцій, за якими прибуток здійснюється у формі прирісту капіталу або дивідендів. Інвестор вважає інвестиції в акції як довгострокову стратегію максимізації свого майна. Інвестор повертає свої гроші лише тоді, коли він продає свої акції іншим.
Інвестиції в акціонерний капітал також можуть бути фондами для придбання власності приватної компанії або як венчурного капіталу в компаніях-неквапливах. Інвестор отримує свій дохід лише тоді, коли компанія вирішує розподілити доходи після ліквідації активів або коли вони продають свої акції іншим інвесторам. В останньому випадку фірма повинна виконувати свої зобов'язання як пріоритет.
Отже, ці інвестиції в акціонерний капітал прямо пропорційні прибутку / збитках компанії. Інвестор не поділяє відповідальність компанії безпосередньо, якщо він не є звичайним акціонером з правом голосу. Інвестори працюють через менеджера фондів для придбання різноманітного портфеля акцій або облігацій, які називаються взаємними фондами. Це професійно керовані інвестиційні фонди.

## Переваги та недоліки
Відсоток, який стягується з фонду, не нараховується, і, якщо потрібно, знання та вміння інвесторів є додатковою перевагою для фірми. Інвестор має можливість отримати вищу віддачу від основної суми, а не інвестувати в банк. Основними недоліками інвестицій в акції є певні втрати на управління фірмами та значний фактор ризику для інвестора.

## Інвестиційні інструменти капіталу
Є різні типи інструментів інвестування в акціонерний капітал, які розроблені відповідно до потреб компанії. Розуміння їх дозволить максимізувати багатство та мінімізувати ризики.
Загальний фонд - це місце, де інвестор володіє деякими акціями компанії та заробляє гроші у вигляді дивідендів, що не є гарантією. Інвестор має мінімальну потужність у рішеннях, на підставі яких класів він належить. Голосування, розподіл дивідендів та права на активи відрізняються залежно від класу. Це ризиковане підприємство, але можна зробити вищу віддачу від інвестицій в акціонерний капітал на короткий термін.
- Купівля переважних акцій - це більш стабільне інвестиція в акції, що не має повноважень у прийнятті рішень. Дивіденди є регулярними та незалежними від ринку. Дивіденди можуть бути визначені або плаваючі. Ви можете вибрати різні типи привілейованих акцій.
- Гарантії є унікальними тим, що звичайні акції доступні за певною ціною протягом визначеного періоду часу. Якщо він не придбаний, він стане марним і повертає вищі дивіденди, коли купується.
- Конвертований борг - це облігація без застави, яка обмінюється на звичайні акції. Ці боргові зобов'язання оцінюються за ставками, нижчими за ціни акцій.
- Рівень кредитування акцій аналогічний банківській кредитній лінії. Інвестором є зобов'язання придбати звичайні акції протягом певного періоду часу. Фірма має переваги гнучкості, контролю, безпеки, швидкості та часу на ринку. Основною перевагою інвестора є те, що він сплачує знижену ставку за акції.
- Продажі обмежених часток відносяться до акцій компанії, які можуть бути передані іншій особі лише після виконання певних критеріїв.

## Типи інвестицій приватного капіталу
Приватний капітал - це будь-які інвестиції в компанії, які не торгують на фондовій біржі. Компанії використовують інвестиційні фонди приватного капіталу для будь-якої із наведених нижче стратегій.
- Венчурний капітал - це той час, коли інвестиції в акціонерний капітал є для початкової компанії або малого бізнесу. Це більш високий дохід з більш високим ризиком для інвестора.
- Ріст капіталу - це час, коли компанія реструктурується чи розширюється. Ці компанії є зрілими та надійними для здійснення капіталовкладень.
- Прибуток від зміни оцінки - це короткострокове інвестування, що спонукає інвесторів до торгівлі.
- Інвестування в борг, де грошові кошти позичаються для повернення відсотків або власності; прибуток становить від 20% до 30% для інвестора.
- Інвестиції в офшорні акції - це гроші, інвестовані в акції, котрі публікуються на офшорах. Інвестор звільняється від оподаткування і тому варто розглянути.[1]

## Стилі інвестицій в акції
Інвестиційно-банківські фірми розглядають запаси набагато детальніше і, відповідно, інвестують інвестора.
- Blend - акціонерний інвестиційний фонд, який може відображати або зростання, або вартісні характеристики, а в деяких випадках - і цілком залежать від кон'юнктури ринку.
- Зростання за розумною ціною - портфель, у якому компанія продемонструє більш високі темпи зростання та вищу прибутковість інвестицій в акції.
- Вартість - фонд, що базується на низькоцінних, але високих дивідендах. Менеджери інвестують коли цінні папери мають високий потенціал для прибутку з часом.

## Контрольний список для інвесторів перед внесенням капіталу
- Гарна репутація та досвід керівництва.
- Вражаючий бізнес-план, який є детальним та точним.
- Повернення інвестицій та тривалість часу.

Детальна інформація про обмежений контроль після інвестування.